# 神仙沼
神仙沼（しんせんぬま）は、北海道後志総合振興局岩内郡共和町にある高層湿原である。

## 地理
チセヌプリ溶岩台地に展開する神仙沼湿原（4.18ha）の中で最大の沼。
数あるニセコ山系の沼の中で最も美しい沼と称される。

## 歴史
- 溶岩台地上に形成された高層湿原。
- 湖の名前の由来はボーイスカウトの生みの親である下田豊松氏が「皆が神、仙人の住みたまう所」の感銘を受けて神仙沼と命名されたことによる。

## 自然
- 神仙沼湿原には池塘が点在しており、エゾカンゾウやワタスゲ等が咲き誇り、ニセコお花畑の一大拠点として賑わう。

## 利用
自然保護を目的とした総延長1388mのバリアフリー化された木道が敷設され、身障者でも気軽にトレッキングできるよう遊歩道が整備されている。

## 交通
北海道道66号岩内洞爺線（通称ニセコパノラマライン）を利用して登山口となる神仙沼レストハウス駐車場まで車で到達できる。